# Averåfjäll
Averåfjäll este o arie protejată (arie specială de conservare — SAC, sit de importanță comunitară — SCI) din Suedia întinsă pe o suprafață de 109,4 ha, integral pe uscat.

## Localizare
Centrul sitului Averåfjäll este situat la coordonatele 60°46′37″N 12°58′13″E / 60.777°N 12.9703°E.

## Înființare
Situl Averåfjäll a fost declarat sit de importanță comunitară în ianuarie 2002 pentru a proteja 1 specie de plante și 1 specie de animale. Situl a fost protejat și ca arie specială de conservare în martie 2011.

## Biodiversitate
Situată în ecoregiunea boreală, aria protejată conține 4 habitate naturale: Pante stâncoase silicioase cu vegetație casmofită, Turbării Aapa, Izvoare fino-scandinave și mlaștini produse de izvoare bogate în minerale, Taiga vestică.
La baza desemnării sitului se află mai multe specii protejate:
- plante (1): Cynodontium suecicum
- mamifere (1): râs eurasiatic (Lynx lynx)